# Mertz Glacier
Mertzglaciären är en glaciär i Östantarktis. Den ligger i Östantarktis. Glaciären är döpt efter den schweiziska upptäckaren Xavier Mertz.[källa behövs]

## Geografi
Glaciären är cirka 72 kilometer lång och i genomsnitt 32 kilometer bred.